# Nagryz poziomy

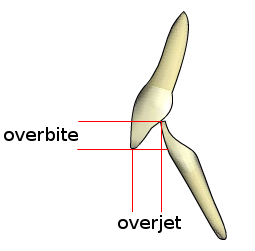
Nagryz poziomy – overjet

Nagryz poziomy (ang. overjet) – poziome zachodzenie zębów siecznych w zwarciu centrycznym, wartość mierzona w ortodoncji jako miara prawidłowości zgryzu u pacjenta. Prawidłowo zęby górnego łuku zębowego pokrywają częściowo powierzchnie przedsionkowe (wargowe) zębów dolnych, a brzeg sieczny siekaczy dolnych kontaktuje się z powierzchnią podniebienną siekaczy górnych na guzkach podniebiennych.
Nagryz poziomy mierzy się od brzegu siecznego górnego przyśrodkowego siekacza do jego rzutu na powierzchnię przedsionkową (wargową) dolnego przyśrodkowego siekacza. Powinien wynosić ok. 2-3mm.